# Live at the Cow Palace
Live at the Cow Palace è un album dal vivo del gruppo musicale statunitense Grateful Dead, pubblicato nel 2007.

## Tracce

### Disco 1
1. The Promised Land (Chuck Berry) – 4:50
2. Bertha (Robert Hunter, Jerry Garcia) – 6:34
3. Mama Tried (Merle Haggard) – 3:01
4. They Love Each Other (Hunter, Garcia) – 7:15
5. Looks Like Rain (John Barlow, Bob Weir) – 7:41
6. Deal (Hunter, Garcia) – 5:34
7. Playing In The Band (Hunter, Mickey Hart, Weir) – 23:08

### Disco 2
1. Sugar Magnolia (Hunter, Weir) – 8:49
2. Eyes of the World (Hunter, Garcia) – 12:26
3. Wharf Rat (Hunter, Garcia) – 13:28
4. Good Lovin' (Artie Resnick, Rudy Clark) – 5:11
5. Samson and Delilah (traditional, arr. Weir) – 9:48
6. Scarlet Begonias (Hunter, Garcia) – 11:55

### Disco 3
1. Around and Around (Berry) – 8:10
2. Help On The Way (Hunter, Garcia) – 5:12
3. Slipknot! (Garcia, Keith Godchaux, Bill Kreutzmann, Phil Lesh, Weir) – 8:51
4. Drums (Hart, Kreutzmann) – 3:04
5. Not Fade Away (Buddy Holly, Norman Petty) – 11:04
6. Morning Dew (Bonnie Dobson, Tim Rose) – 15:11
7. One More Saturday Night (Weir) – 5:07
8. Uncle John's Band (Hunter, Garcia) – 8:18
9. We Bid You Goodnight (trad., arr. Grateful Dead) – 3:26